# Save Ralph
Save Ralph (bra:Salve o Ralph) é um curta-metragem de animação mocumentário em stop motion escrito e dirigido por Spencer Susser. O curta é estrelado por Taika Waititi, Ricky Gervais, Zac Efron, Olivia Munn, Pom Klementieff, Tricia Helfer e Rodrigo Santoro. O enredo segue uma entrevista com Ralph, um coelho que detalha sua vida enquanto é usado para testes em animais e os danos que causou ao seu corpo. Produzido por Jeff Vespa, o curta-metragem de 4 minutos foi lançado pela Humane Society International em 6 de abril de 2021, com aclamação da crítica. A versão em língua portuguesa do curta foi lançada no YouTube em 16 de abril de 2021.

## Elenco
- Taika Waititi como Ralph, um coelho
- Ricky Gervais como membro da equipe do documentário
- Zac Efron como um coelho
- Olivia Munn como uma coelha
- Pom Klementieff como uma coelha
- Tricia Helfer como Cottonballs, uma coelha
- Rodrigo Santoro como um coelho

Na dublagem espanhola, George Lopez empresta sua voz como Ralph. Além disso, Rodrigo Santoro, Wilmer Valderrama, Denis Villeneuve e Rosario Dawson também aparecem nas versões em português, espanhol, francês e vietnamita.

## Recepção
Após seu lançamento, Save Ralph foi recebido com aclamação da crítica. Da /Film, Ben Pearson elogiou o alto nível de detalhes do curta e comparou os designs dos personagens com os do filme Fantastic Mr. Fox de 2009, escrevendo que o filme era "perturbador, comovente, manipulador e poderoso, tudo ao mesmo tempo." Josh Weiss, escrevendo para o Syfy Wire, fez comentários positivos sobre a dublagem e humor, afirmando que "Waititi mais uma vez prova que ele está entre os artistas mais prolíficos que trabalham hoje". Da Animation Magazine, Mercedes Milligan elogiou a mensagem principal da história e se referiu ao próprio curta como "poderoso".